# 圣克鲁什 (维尼艾什)
圣克鲁什是葡萄牙布拉干萨区的一个堂区。总面积10.48平方公里，总人口72人，人口密度6.9人/平方公里。